# コイ茶のお作法
『コイ茶のお作法』（コイちゃのおさほう）は、桜城ややによる日本の漫画作品。『CIEL』（角川書店）にて連載された。

## あらすじ
粗暴さを改善する目的で妹に無理やり茶道部に入れられた徳丸円。そこで彼は茶道部部長・蓮根一真と出会う。

## 登場人物
声：はドラマCDのキャスト。
徳丸円声：高橋広樹
空手道場でバイトしている。
蓮根一真声：成田剣
茶道部部長。 教室では常にボーっとしているが、部活動しているときは、厳しい態度で臨んでいる。
常磐水晶声：森川智之
志村啓吾（しむら けいご）声：津久井教生
徳丸和声：倉田雅世
円の妹。
舟渡豪（ふなせ ごう）声：志村知幸
円と親しい先輩。
清水直比左（しみず なおひさ）声：堀内賢雄

## 単行本
あすかコミックスCL-DX（角川書店）のレーベルで発行
1. ISBN 4-04-853531-5-C0979
2. ISBN 4-04-853699-0-C0979
3. ISBN 4-04-853814-4-C0979
4. ISBN 4-04-853909-4-C0979